# Asile Maritime

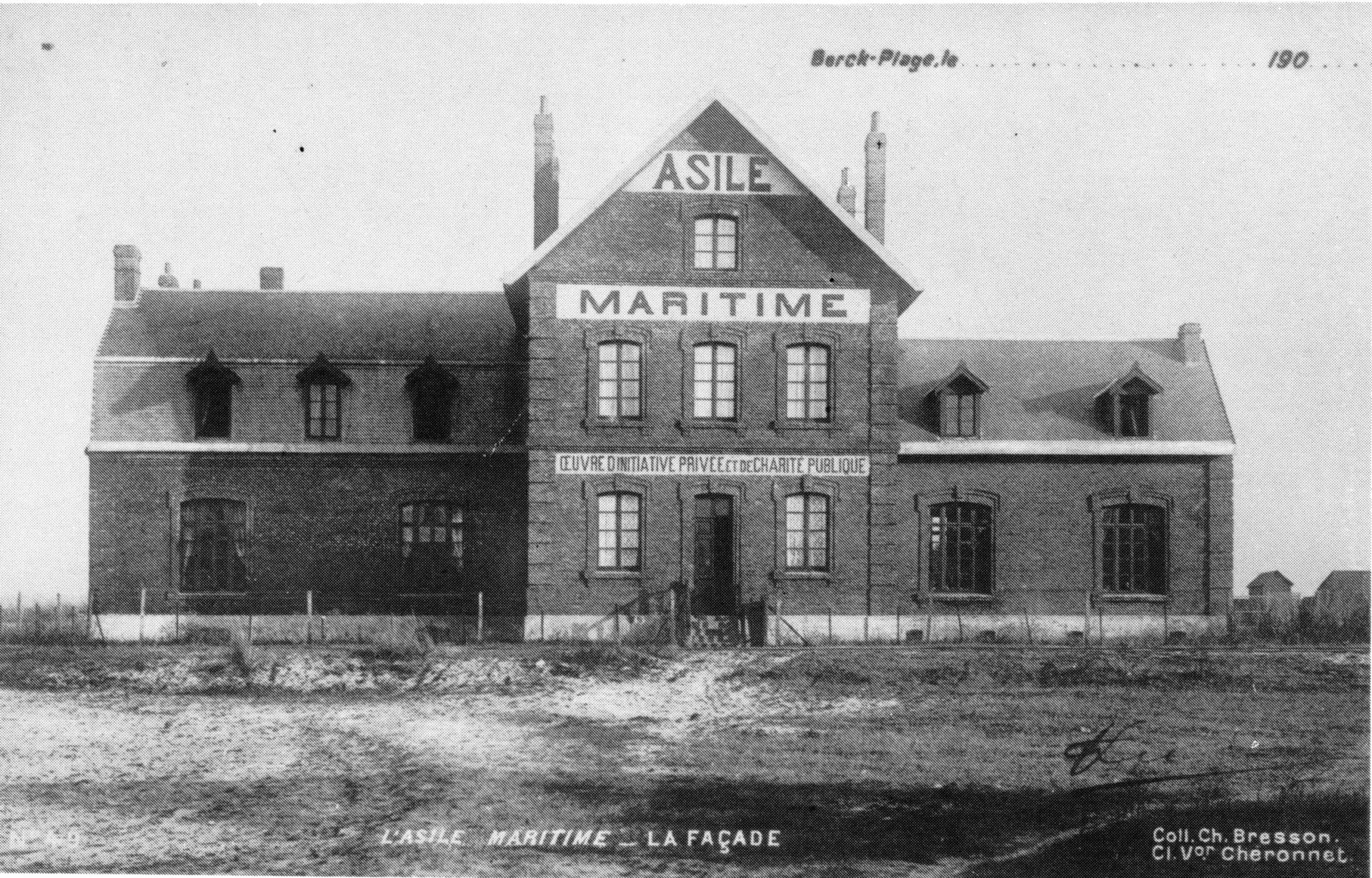
Asile Maritime in Berck-Plage. Alte Postkarte

Das Asile Maritime (Asyl für Seeleute) in Berck-Plage (Berck-sur-Mer) in Nordfrankreich war eine einzigartige privat finanzierte soziale Einrichtung, die zwischen 1891 und 1930 betrieben wurde, um kranken und bedürftigen Seeleuten zu helfen. Berck war damals ein Ort, der sowohl durch eine große Fischereiflotte als auch durch seine Bedeutung als Badeort geprägt war und ebenso ein Freilichtatelier für Künstler (École de Berck) war. Trotz des wirtschaftlichen Aufschwungs gab es in Berck ein großes soziales Problem: die medizinische Versorgung der Bevölkerung. Das gerade gegründete Hôpital Maritime de Berck (Seekrankenhaus Berck) behandelte nur Kinder mit speziellen Knochenerkrankungen, so dass die Einwohner bei Krankheit oder Unfall nicht ausreichend versorgt waren.

## Geschichte

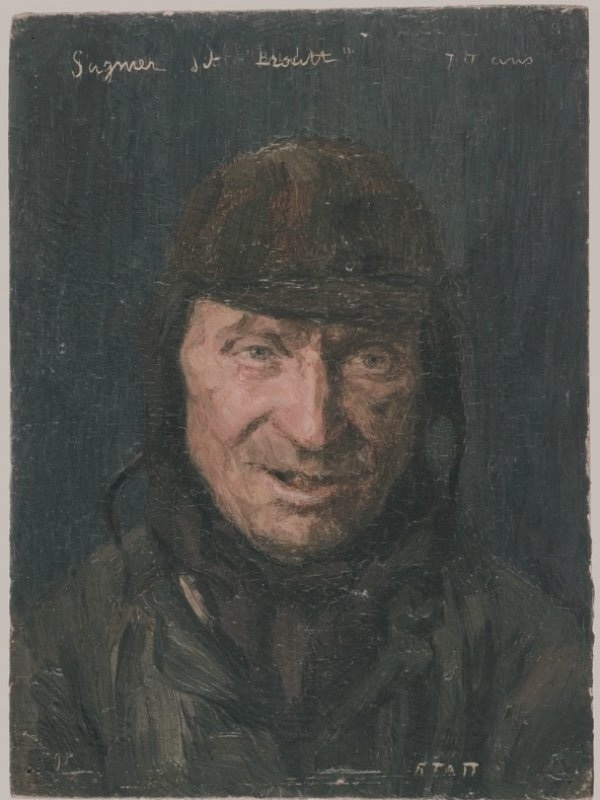
Francis Tattegrain (1852–1915): Joseph Sagnier genannt Brout. Der erste Bewohner des Asile Maritime. Gemalt 1895, damals war er 70 Jahre alt.

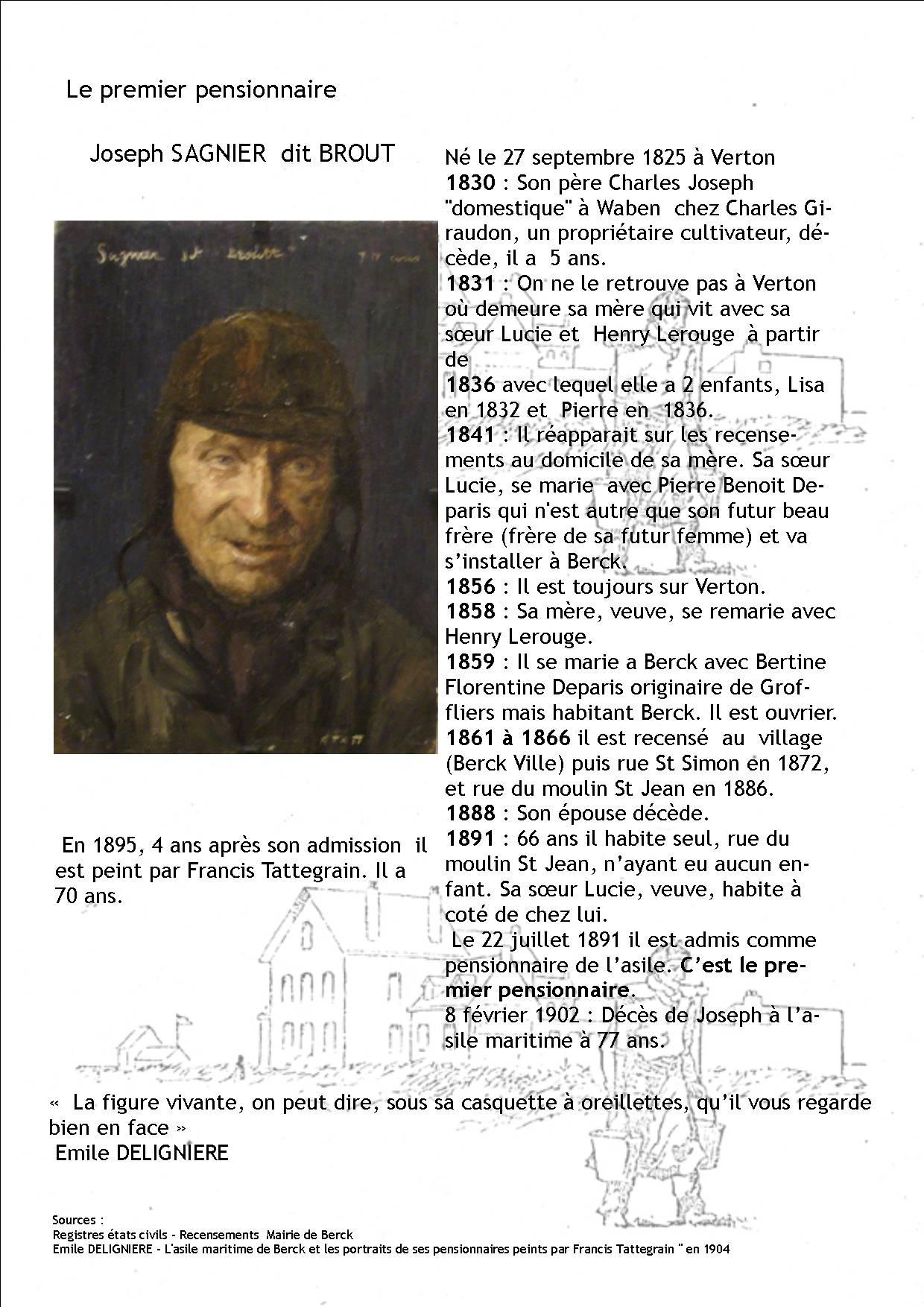
Biografie und Stammbaum von Joseph Sagnier genannt Brout. Publiziert in: Émile Delignières: L’asile maritime de Berck et les portraits de ses pensionnaires peints par M. Francis Tattegrain.

Am 22. August 1888 fand im Hotel Michault die erste Sitzung des Gründungskomitees statt, dem Persönlichkeiten und Ärzte der Stadt angehörten. Ursprünglich war der Bau eines Krankenhauses geplant, doch nach eingehender Prüfung stellte sich heraus, dass dies zu kostspielig war, insbesondere was die laufenden Unterhaltskosten betraf. Daher wurde das Projekt geändert und man entschied sich für den Bau eines Asyls, das weniger kostspielig und ebenso notwendig war.
Bemerkenswert in dieser Gründungsphase war das völlige Desinteresse des damaligen Gemeinderates. Trotz zahlreicher Appelle leistete dieser keinen Beitrag zur Realisierung des Projektes. Die gesamte Last der Finanzierung und Organisation des Asile Maritime wurde somit von privaten Unterstützern und der Gemeinschaft getragen, ohne Beteiligung der Gemeindeverwaltung.
Die Idee wurde publik gemacht und verschiedene Aktivitäten wie Tombolas und Geldsammlungen organisiert, um die notwendigen Mittel aufzubringen. Die Beteiligung der Bevölkerung und der Fischer war groß, und es kamen genügend Mittel zusammen, um das Projekt zu verwirklichen. Monsieur Lavoisier stellte ein Grundstück zur Verfügung, und im November 1889 genehmigte der Präfekt schließlich die Eröffnung des Asyls. Kurz darauf begannen die Bauarbeiten.
Ende 1890 war das erste Gebäude des Asile Maritime fertiggestellt, gerade noch rechtzeitig vor dem großen Kälteeinbruch. Allerdings fehlte nach dem Bau das Geld für die notwendige Einrichtung. Dennoch mussten die geplanten zehn Bewohnerinnen und Bewohner sowie die drei bis vier Barmherzigen Schwestern, die den Betrieb unterstützen sollten, bald aufgenommen werden.
Für die Ausstattung des Asyls nahmen die Gründer Kontakt mit der Oberin des Franziskanerinnenklosters in Calais auf. Weitere einflussreiche Persönlichkeiten unterstützten sie, darunter Mme. Baron de Rothschild, Baron des Lyons, Monsieur de Lhomel, Boudénot und Dr. Perrochaud. Die Einrichtung des Gebäudes wurde nach und nach durch Haussammlungen der Nonnen finanziert und angekauft.
Ursprünglich diente das Asile Maritime als Zufluchtsort für alte und bedürftige Fischer, die im harten Winter an der Küste von Berck oft unter extremen Bedingungen litten. Die Idee hinter der Gründung war, diesen Menschen, insbesondere den Älteren, die von den Winterstürmen und den harten Lebensbedingungen besonders betroffen waren, eine Unterkunft und Fürsorge zu bieten. Der einleitende Bericht aus dem ersten Vorstandsprotokoll von 1888 beschreibt die Notlage der Bercker Bevölkerung, insbesondere der Fischer, die in armseligen Hütten ohne Heizung, mit leerem Magen und nasser Kleidung den harten Bedingungen trotzen mussten.

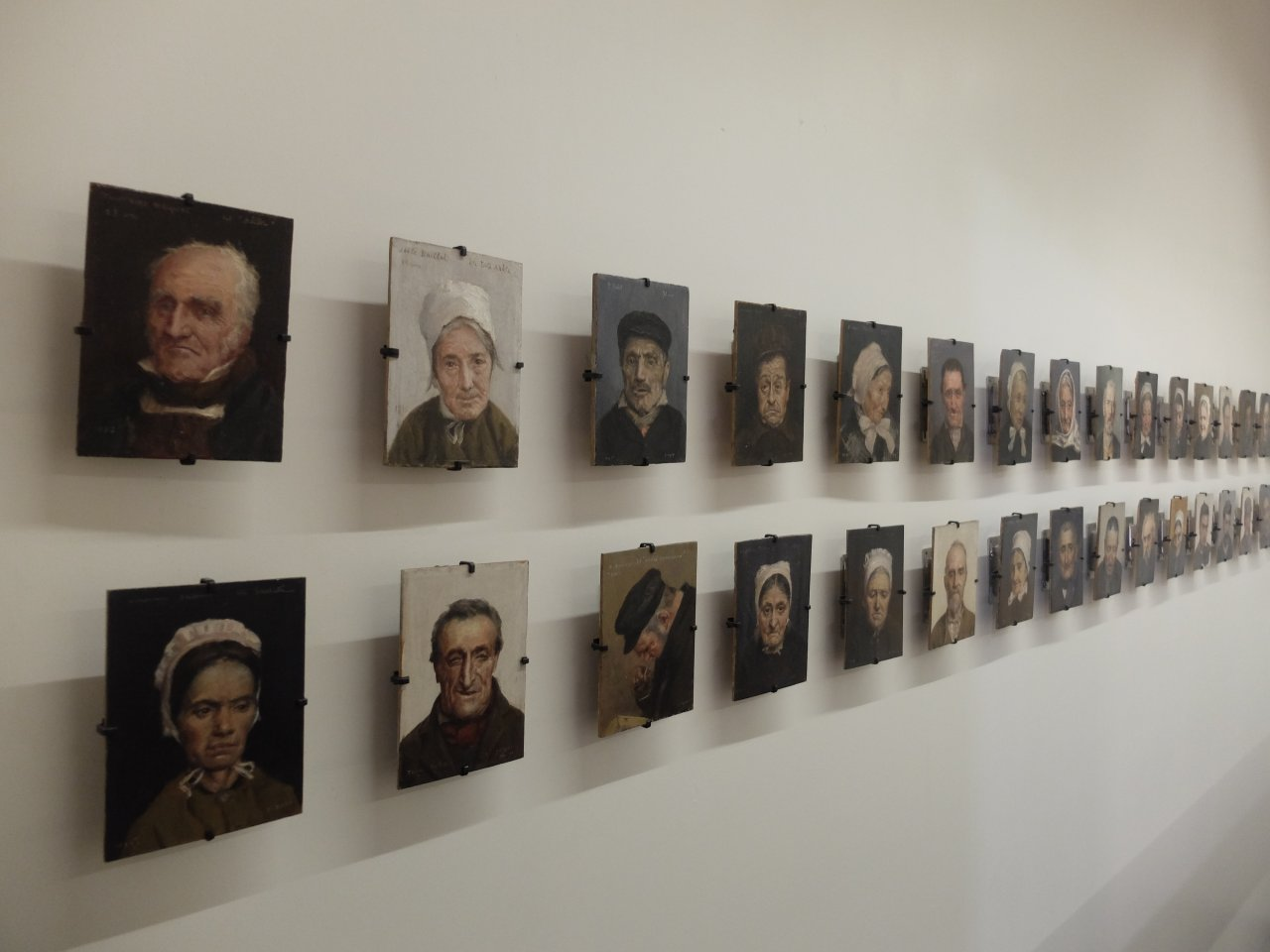
Francis Tattegrain: Porträts von Seeleuten, die im Asile Maritime gelebt haben. Musée d'Opale-Sud – Berck-sur-Mer.

Besonders hervorzuheben ist der Einfluss des Künstlers Francis Tattegrain, der nicht nur das Heim leitete, sondern auch die Bewohner des Asile Maritime in beeindruckend realistischen Gemälden porträtierte und damit überregionale Aufmerksamkeit auf das Heim lenkte. Seine Porträts der Heimbewohner waren die Gewinne der Tombola zur Mitfinanzierung des Asile Maritime.
Im Jahr 1985 wurde der Auftrag erteilt, die Genealogien einiger Bewohner des Asile Maritime zu erforschen. Dabei stellte sich heraus, dass nicht alle Bewohner des Asyls aus Berck oder dem maritimen Milieu stammten, wie oft angenommen wurde. Die Forschungen ergaben, dass viele ältere Menschen nicht allein oder isoliert lebten, sondern in Mehrgenerationenhaushalten oder bei nicht verwandten Personen.
Die Untersuchung unterstreicht, dass das Asile Maritime nicht nur eine Reaktion auf die Not der Bevölkerung war, sondern auch auf den Mangel an medizinischer Notversorgung für Kranke und Verletzte in Berck. Dies zeigt, dass das Asyl eine wichtige Rolle in der sozialen und medizinischen Versorgung der Region spielte. Dokumente aus dieser Zeit, wie die Volkszählung von 1891, unterstützen diese Erkenntnisse und geben einen Einblick in die damaligen Lebensverhältnisse.